# Adam Karol Danilewicz
Adam Karol Danilewicz (Danielewicz) herbu Ostoja (zm. przed 1686) – sędzia grodzki wileński.
Adam Karol Danilewicz należał do rodu heraldycznego Ostojów (Mościców). Był synem Pawła, sędziego ziemskiego oraz podsędka wileńskiego. Jego małżonką była Eleonora (Leonia) Konstancja Hertzdorf. Sprawował urząd sędziego grodzkiego wileńskiego. Umarł przed 1686 rokiem.